# فينس كولبيرت
فينس كولبيرت (بالإنجليزية: Vince Colbert)‏ هو لاعب كرة قاعدة أمريكي، ولد في 20 ديسمبر 1945 في واشنطن العاصمة في الولايات المتحدة.

## وصلات خارجية
- فينس كولبيرت على موقعبيزبول رفرنس.كوم (الدوري الرئيسي) (الإنجليزية)
- فينس كولبيرت على موقعبيزبول رفرنس.كوم (الدوري الثانوي) (الإنجليزية)
- فينس كولبيرت على موقع كلية كرة السلة في سبورتس رفرنس.كوم (الإنجليزية)